# Октадециламин
Октадециламин — химическое соединение, используемое для поверхностной консервации металлов. Применяется в энергетике и других отраслях. Относится к IV (наименее опасному) классу опасности.

## Свойства
Октадециламин обладает свойствами первичных алифатических аминов. Производные и соли октадециламина токсичны по отношению к бактериям и микроорганизмам.

## Синтез
В промышленности для синтеза октадециламин используют главным образом превращением стеариновой кислоты по схеме:
C17H35CO2H + NH3 → C17H35CN (катализатор Al2O3, 350—400 °C)
C17H35CN + H2 → C18H37NH2 (80—150 °C)